# 馬と鹿
「馬と鹿」（うまとしか）は、日本のミュージシャン・米津玄師の楽曲。2019年8月12日に音楽配信サービスにて音楽配信リリースされ、同年9月11日にSony Music Labelsより米津の10枚目のシングルとしてフィジカルリリースされた。楽曲は大泉洋主演、TBSテレビ日曜劇場「ノーサイド・ゲーム」の主題歌として制作され、リリースと同年に日本で開催された「ラグビーワールドカップ2019」と複数のコラボレーションを果たし、音楽配信チャートで複数週に渡ってトップを保持した。

## 背景
米津は2013年に本人名義でユニバーサル・シグマからメジャーデビューし、ソニー・ミュージックレコーズを経由し、本作のリリースをもってエスエムイーレコーズの在籍となった。シングルリリースは「Flamingo/TEENAGE RIOT」より約10ヶ月ぶりである。楽曲は大泉洋主演TBS日曜劇場「ノーサイド・ゲーム」の主題歌として制作された。テレビドラマへの楽曲提供は前々作「Lemon」以来となったが、楽曲提供に関する情報は、ドラマの放送が開始した直後まで意図的に伏せられていた。ドラマの第1話のエンディングで初めて楽曲がオンエアされたことで視聴者に対して情報が解禁され、SNSで知ったファンの間で大きな話題となった。
ミュージックビデオは上映会が開催され、解禁となった。上映会2日目の朝にYouTubeで公開された。
「ノーサイド・ゲーム」は大泉洋演じる君嶋隼人が社内の権力者への反駁をきっかけに左遷され、社内ラグビー部・アストロズのゼネラルマネージャーとして奮闘する様が描かれており、米津は「主人公が逆境の中を進んでいく様をどうにか音楽にできないかと探った末にこの曲ができた」とコメントしている。

## プロモーション・リリース
本作は、TBS系日曜劇場「ノーサイド・ゲーム」の主題歌としてドラマの初回放送内で初めて解禁された。日曜劇場では池井戸潤の小説を原作とする5作「半沢直樹（2013年版）」「ルーズヴェルト・ゲーム」「下町ロケット（2015年版、2018年版）」「陸王」が制作されたが、いずれも主題歌は存在しなかったため、「ノーサイド・ゲーム」で初めて主題歌が使用されることとなった。楽曲解禁後、7月12日に楽曲のCDシングルリリースが告知された。
フィジカルは「ノーサイド盤」「映像盤」「通常盤」の3形態でリリースされた。「ノーサイド盤」はレザージャケット仕様で、真鍮製のホイッスル型ペンダントが付属、「映像盤」は紙ジャケット仕様で、「米津玄師 2019 TOUR / 脊椎がオパールになる頃」の約20分に渡るティザー映像と「海の幽霊」のミュージックビデオを収録したDVDが付属する。
| 形態         | 規格                                      | 規格品番    |
| ------------ | ----------------------------------------- | ----------- |
| ノーサイド盤 | CD+ホイッスル型ペンダント（レザージャケ） | SECL-2493~4 |
| 映像盤       | CD+DVD（紙ジャケ）                        | SECL-2495~6 |
| 通常盤       | CD                                        | SECL-2497   |

## ミュージックビデオ
本作のミュージックビデオは、「Lemon」「Flamingo」のミュージックビデオ、米津が出演したソニー完全ワイヤレスイヤホン「WF-SP900」のコマーシャルの映像を手がけた山田智和が監督を務めている。ダンサーの振り付けは「LOSER」「Flamingo」のミュージックビデオや米津のワンマンライブの演出などに携わってきた辻本知彦が担っている。映像は某所の屋上、栃木県宇都宮市のカネホン採石場、同地域内の採石場跡地の地下空間OHYA UNDERGROUNDにて撮影された。映像は米津が屋上にて、肩を組んだ数十人のダンサーを背景に歌う様から始まる。楽曲の展開に合わせて撮影箇所は採石場跡などへ移動する。百人に近い規模まで増加したダンサーの中で、体中を引っ張られながら歌う米津や、天井から吊るされ燃える松明などが印象的である。

### 公開まで
本作のミュージックビデオは、2019年9月2日にYouTubeの米津の公式チャンネルへアップロードされた。また、同日には表参道ヒルズにて開催された「鏡の上映会」では鏡の乱反射や来場者の姿を演出として利用する特殊な環境でミュージックビデオが上映された。YouTubeへ公開されたミュージックビデオは9月9日時点で1000万回再生を記録した。2020年4月7日には10作品目となる1億回再生を突破した。

## ビジュアル・アートワーク

### ジャケットワーク
本作のジャケットワークは米津が自ら手がけている。米津はミュージシャンと平行してイラストレーターとしても活動しており、これまで自身のジャケットワークの多くを手がけてきた。自らジャケットの絵を書き下ろしたのは「Flamingo/TEENAGE RIOT」以来で、漫画家の五十嵐大介が制作した「海の幽霊」以来2作ぶりである。本作のジャケットは、白色の背景に、曲名にちなんだ鹿角を生やした馬が精微なタッチで描かている。「ノーサイド・ゲーム」での撮影にも使用された。

### ビジュアル
楽曲のリリースに先駆けて公開された米津のビジュアルは2種類存在し、いずれも写真家の小浪次郎が手がけている。2つの異なる光の中てられる石群が左右に分かれその間に米津が佇むという内容。

## ラグビーワールドカップとの関連
本作のリリース、本作を主題歌に据えたテレビドラマ「ノーサイド・ゲーム」が放送された2019年には、ラグビーワールドカップ2019が初めて日本国内で開催された。本作はラグビーを題材とするドラマと、この大会の関連から、ラグビーの試合のライブビューイングを実施するハードロックカフェと連携した企画を展開した。ハードロックカフェのライブビューイング対象店では、ワールドカップ期間中、本作のミュージックビデオが上映された。さらに、ラグビーから着想を得たオリジナルメニューを注文した客に対して「馬と鹿コースター」がプレゼントされた。

## 評価・チャート

### 批評家の反応
ROCKIN'ON JAPANの小池宏和は本作の詩的かつ神秘的な歌詞に着目し、「ノーサイド・ゲーム」の物語が展開するに連れて、歌詞に込められた真意が暴かれていく様子を好意的に捉えている。同じく蜂須賀ちなみは度重なる転調、複雑なコードやメロディの展開など、少々難解な要素の多い楽曲を大衆的なポップソングへ昇華したと米津の手腕を肯定的に評価している。

### チャート成績
本作は2019年8月12日に各音楽配信サービスにて配信が開始され、iTunes、レコチョク、mora他、27に及ぶサイトにてデイリーランキング首位を獲得した。オリコン発表のデイリーデジタルシングルランキングでは64834件のダウンロード数を記録し、1位を記録した。楽曲は8月26日付けの週間チャートへ初登場し、164798ダウンロードを記録、デジタルシングルチャートで1位、合算シングルチャートで2位へチャートインした。このデジタルシングルチャートにおいて本作は「LOSER」「Lemon」「Flamingo」「海の幽霊」に次ぎ通算5作目の1位を獲得した楽曲となり、米津はアーティスト別の通算1位獲得数で単独1位となった。またダウンロード件数はチャート史上歴代3位、2019年単独1位の数値を記録した。。Billboard JAPANでは8月26日付けのチャートで初登場し、Hot 100で2位、Download Songsで1位にチャートインした。
また、9月23日付けのオリコン週間シングルランキングでは、初週41.2万枚を売り上げ初登場2位、Billboard JAPAN Hot 100にはソロアーティスト史上最高ポイントで1位を獲得した。

## 収録曲
| 全作詞・作曲・編曲: 米津玄師。 |                                                |          |            |      |
| #                              | タイトル                                       | 作詞     | 作曲・編曲 | 時間 |
| 1.                             | 「馬と鹿」(ストリングス・アレンジ：坂東祐大)   | 米津玄師 | 米津玄師   | 4:29 |
| 2.                             | 「海の幽霊」(オーケストラ・アレンジ：坂東祐大) | 米津玄師 | 米津玄師   | 3:57 |
| 3.                             | 「でしょましょ」                               | 米津玄師 | 米津玄師   | 2:53 |
| 合計時間:                      | 合計時間:                                      | 11:19    |            |      |

| #  | タイトル                                                      | 作詞 | 作曲・編曲 | 監督      | 時間 |
| -- | ------------------------------------------------------------- | ---- | ---------- | --------- | ---- |
| 1. | 「[米津玄師 2019 TOUR / 脊椎がオパールになる頃] LIVE Teaser」 |      |            |           |      |
| 2. | 「[Music Video] 海の幽霊」                                    |      |            | STUDIO 4℃ | 4:17 |

## タイアップ
馬と鹿
TBS系テレビドラマ『ノーサイド・ゲーム』主題歌
海の幽霊
劇場アニメ『海獣の子供』主題歌

## 演奏
馬と鹿
- 米津玄師：Vocal, Guitar
- 厚海義朗：Bass
- 堀正輝 (ARDBECK)：Drums
- 坂東祐大：Hammond Organ
- Ensemble FOVE：Strings

海の幽霊
- 米津玄師：Vocal
- 伊澤一葉 (東京事変、the HIATUS)：Piano
- 坂東祐大：Conducting
- Ensemble FOVE：Orchestra
- 北原京子 (東宝ミュージック)：Orchestra Association

でしょましょ
- 米津玄師：Vocal, Guitar
- 須藤優 (ARDBECK, XIIX)：Bass